# Industrie sidérurgique Cogne
Pour les articles homonymes, voir Cogne (homonymie).
La Cogne est une aciérie ayant son siège à Aoste. Elle a marqué la croissance démographique et le développement de la ville d'Aoste, notamment par la construction d'un nouveau quartier, dénommé Quartier de la Cogne, et du chemin de fer jusqu'à Pré-Saint-Didier, pour l'exploitation des gisements de lignite à La Thuile. Elle représente encore aujourd'hui l'entreprise la plus importante de la petite région autonome alpine.

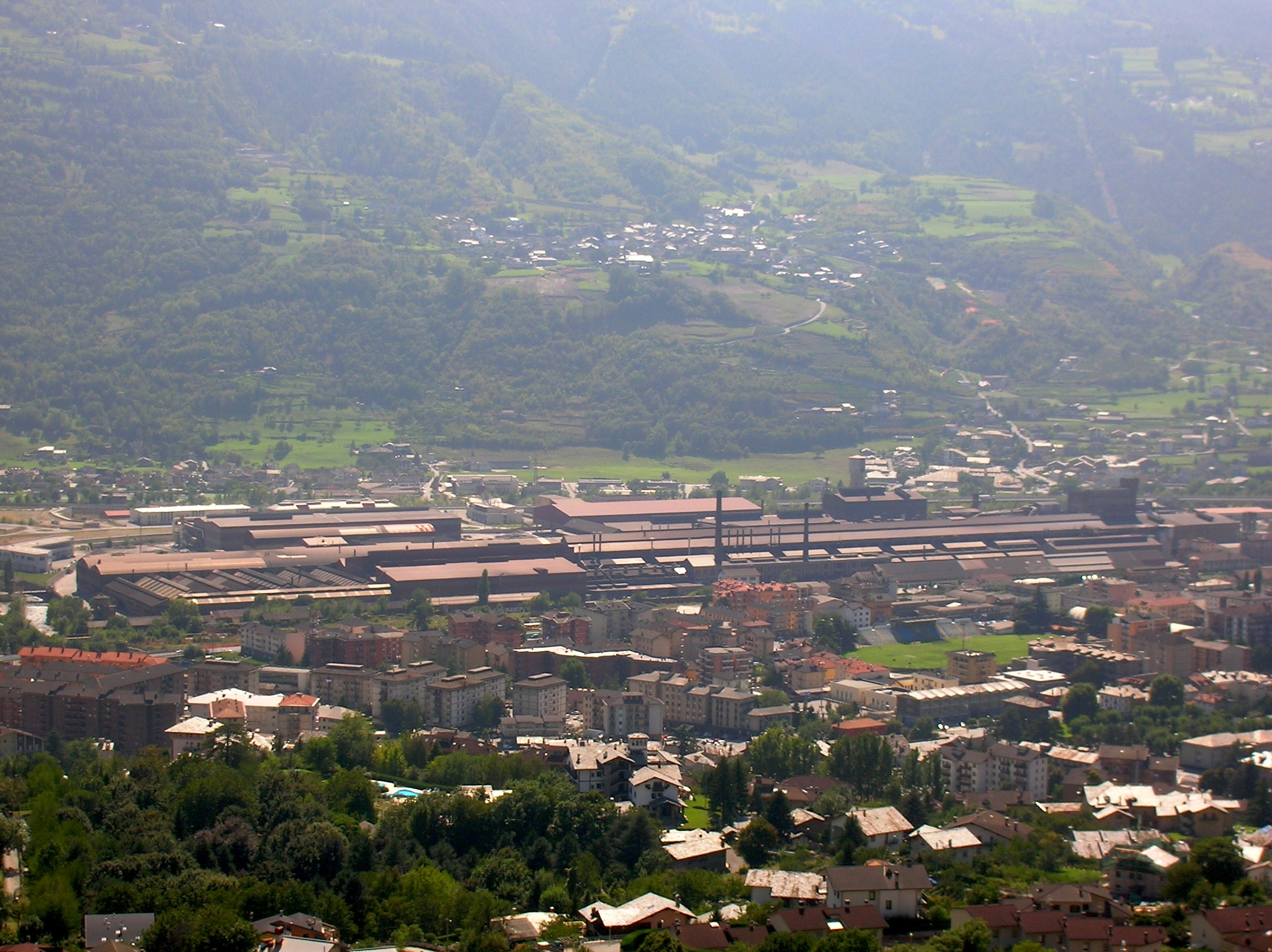
Vue aérienne de l'usine à Aoste.

Après avoir fait partie pendant des décennies de sociétés publiques, la Cogne a été achetée par le groupe suisse Marzorati en 1994, et son nom a changé en Cogne Aciers spéciaux (CAS), qui indique la production actuelle.

## Histoire
La production de l'acier est une réalité alpine depuis déjà plusieurs siècles. À la suite de la révolution industrielle, l'industrie sidérurgique se développa en Italie aussi, mais les techniques pour le transport des matières premières étaient encore arriérées au début du XIXe siècle.
La Cogne a été fondée au début du XXe siècle par l'initiative du groupe génois Ansaldo. La magnétite était extraite aux mines de Cogne Licony et Colonne, auxquelles s'ajouta ensuite le filon de la Côte du pin. Le matériel était transporté par train jusqu'à Eaux-froides le long de la ligne de chemin de fer Cogne - Eaux-Froides, près de Pila, puis par téléphérique jusqu'à Aoste.
Le charbon était extrait à La Thuile, puis il était transporté sur la ligne de chemin de fer La Thuile - Arpy, puis en téléphérique par le col d'Arpy jusqu'à Morgex, et enfin par train sur la ligne d'Aoste à Pré-Saint-Didier.
La chaux était extraite à Pompiod (Jovençan).
Quand la Cogne s'équipa d'une centrale hydroélectrique, les mines à La Thuile furent fermées.
Durant la période fasciste, l'aciérie Cogne a contribué à aider la Résistance valdôtaine. Un dirigeant de la société, Alessandro Pollion Salimbeni, fut exécuté par les fascistes.

## L'italianisation de la Vallée d'Aoste
Le projet de création de la Cogne s'inscrivait dans le but de l'Italie fasciste d'italianiser le val d'Aoste, jusqu'à ce point uniquement francophone. Les ouvriers de la Cogne provenaient en effet entièrement d'Italie, en particulier de la Vénétie et de la Calabre. Ce flux migratoire se développa tandis que la population valdôtaine, opprimée par les bouleversements engendrés au niveau démographique, émigrait vers la France, surtout vers la région parisienne.
Les conséquences de ce processus sont visibles encore de nos jours, si l'on tient compte du fait que la population de la ville d'Aoste est composée pour la plupart de gens d'origine calabraise ou de la Vénétie, et que la ville de Levallois-Perret est peuplée essentiellement par des immigrés valdôtains, dont le plus connu est Parfait Jans, ancien parlementaire français.

## Siège, filiales et réseau de distribution

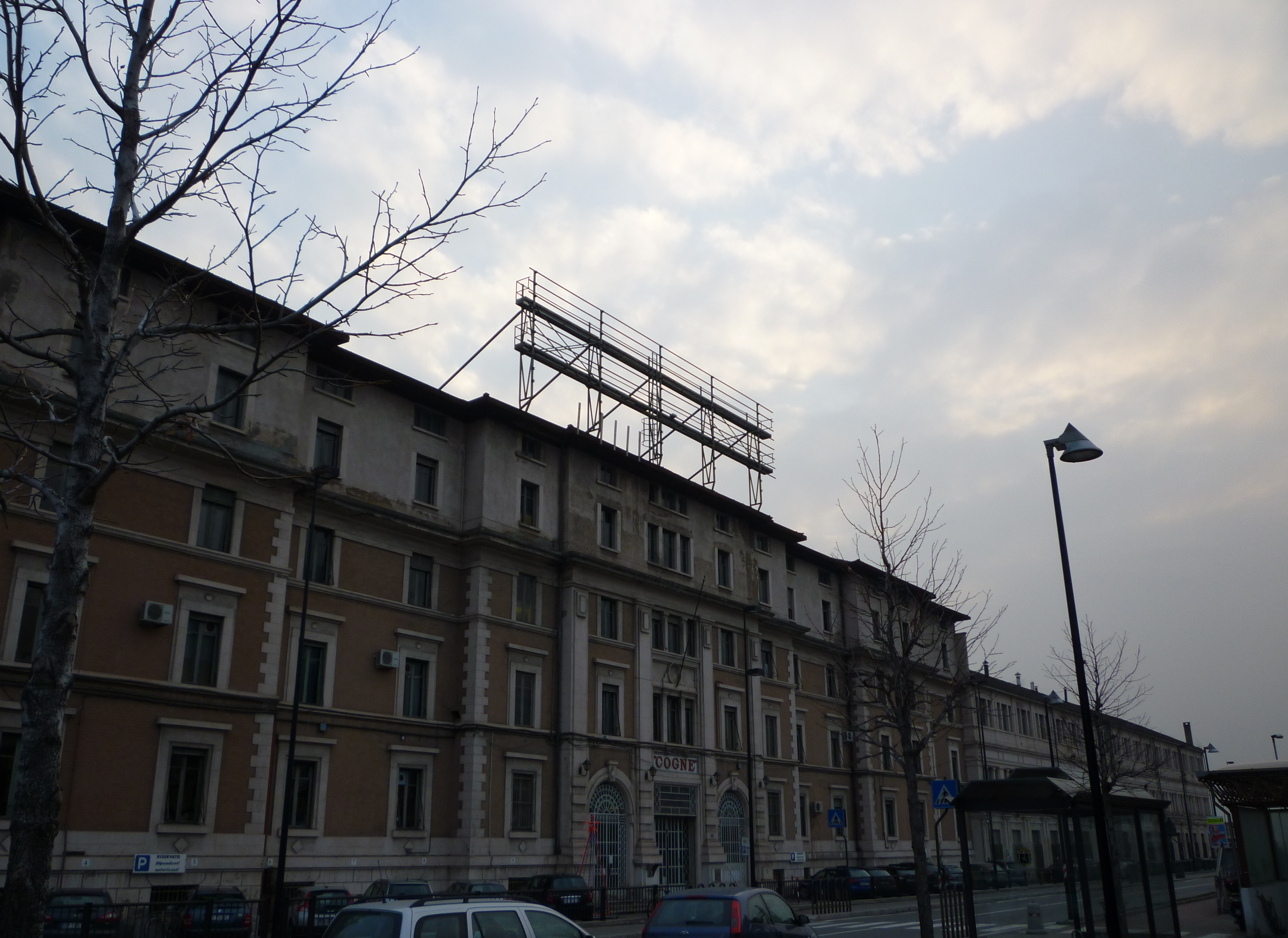
Le siège de la Cogne, rue Paravera

Le siège principal se trouve tout près de la gare ferroviaire d'Aoste.
La CAS contrôle la société Novacciai de Novare, et dispose d'une filiale en Chine. Des bureaux de vente sont installés au Brésil, à Hong Kong, en Corée du Sud, en France, en Allemagne, en Pologne, en Espagne, en Suisse, en Turquie, au Royaume-Uni et aux États-Unis.

## Dénominations
Tout au long de son histoire, la Cogne a eu les dénominations suivantes :
- Société Ansaldo-Cogne ;
- Società Nazionale Cogne (nom en italien, pendant l'époque fasciste) ;
- Ilva Cogne S.A. ;
- Cogne Aciers spéciaux (CAS)